# رخامي الحلق
رخامي الحلق أو مرمري الحلق (الاسم العلمي: Marmorosphax)، جنس عظاءات من فصيلة السقنقورية، موطنها كاليدونيا الجديدة.

## الأنواع
مُدرجة أبجديًا حسب التسمية الثنائية
- Marmorosphax boulinda Sadlier, Smith, Bauer, & Whitaker, 2009
- Marmorosphax kaala Sadlier, Smith, Bauer, & Whitaker, 2009
- Marmorosphax montana Sadlier & Bauer, 2000
- Marmorosphax taom Sadlier, Smith, Bauer, & Whitaker, 2009
- Marmorosphax tricolor (Bavay, 1869) – سقنقور رخامي الحلق.

تنبيه: تشير التسمية الثنائية التي بين قوسين إلى أن هذا النوع وصف في الأصل في جنس آخر غير رخامي الحلق.